# Omen III: The Final Conflict
Omen III: The Final Conflict (bra: A Profecia III - O Conflito Final; prt: Conflito Final) é um filme de terror de 1981, dirigido por  Graham Baker.
Seu custo foi de 5 milhões de dólares, e sua bilheteria de $20.471.382 dólares.

## Enredo
Lançado em 1981, nele há uma grande passagem de tempo: os acontecimentos mostram um Damien já adulto (interpretado por Sam Neill), totalmente consciente de sua real identidade, aos 32 anos de idade e dono das empresas Thorn, agora a maior multinacional do mundo.
Damien pressente que seu rival, a reencarnação de Jesus Cristo, está voltando. Os sete anos previstos em que o diabo governaria a Terra  - que são os sete anos em que Damien está à frente de suas empresas - estão prestes a se completarem; o mesmo evangelho afirma que Jesus renascerá em uma ilha, que Damien interpreta ser a Grã-Bretanha. Para ficar mais próximo de seu inimigo, ele convence o presidente dos EUA a lhe tornar o novo embaixador americano no Reino Unido (assim como seu pai adotivo, Robert), já tendo feito o embaixador anterior se suicidar para o cargo ficar vago.
Um alinhamento de três estrelas da constelação de Cassiopeia causam a criação de uma segunda estrela de Belém, simbolizando a nova vinda do Salvador. Como o fenômeno se deu nas primeiras horas do dia 24 de Março, Damien ordena a seus numerosos asseclas que matem todos os bebês britânicos nascidos neste dia - similarmente ao que Herodes havia feito. Paralelamente à isso, ele também se envolve com uma repórter da BBC, Kate Reynolds, chegando a tomar o filho dela, Peter, como discípulo. E sete padres que conhecem a identidade de Damien preparam-se para matá-lo, após reaverem as adagas sagradas.
Um a um, entretanto, bem como os britânicos recém-nascidos no dia 24 de Março, os padres vão sendo mortos, até restar somente o padre DeCarlo. Ele informa Kate sobre Damien, trazendo-lhe um dossiê sobre este. Mesmo com todos os bebês em questão mortos - inclusive o filho de seu assistente, Dean - Damien continua a se sentir enfraquecido, o que seria um sinal de que o filho de Deus ainda estaria entre os homens. Ao saber que Peter também se tornou um servo do mal encarnado, Kate implora à Damien que ele devolva seu filho a ela. Em troca disto, ela lhe revelaria o local onde a reencarnação de Cristo estaria, e Damien concorda, apesar do alerta de Peter de que eles serão emboscados.
A emboscada acaba realmente acontecendo. Peter, entretanto, protege seu mestre e leva em seu lugar a facada desferida por padre DeCarlo, que depois é golpeado por Damien. Este, porém, realmente sente a presença divina no local e ordena que Ele se revele. Distraído, o Anticristo acaba apunhalado pelas costas por Kate, que foge. Uma aparição luminosa de Cristo surge diante de Damien. Antes de tombar morto, ele diz suas últimas palavras: "Nazareno...você ganhou...nada".
O filme termina com a transcrição de uma passagem do Apocalipse que esclarece que o Messias não retornaria à Terra como uma criança, "mas como Rei dos Reis, para governar em força e glória eternamente".